# G. P. Wolber
El Gran Premio Wolber fue una carrera ciclista profesional que se organizaba en Francia.
Esta carrera estaba considerada como el Campeonato del Mundo de Ciclismo no oficial, ya que solo eran invitados a participar los tres mejores clasificados de las principales carreras de Francia, Italia, Bélgica y Suiza. La primera edición de esta carrera se disputó en 1922. La creación del Campeonato Mundial de Ciclismo en Ruta supuso una progresiva pérdida de prestigio de la carrera, que acabó desapareciendo en 1931.
El suizo Henri Suter fue el único capaz de conseguir más de una victoria (dos).

## Palmarés
| Año  | Ganador                                                                        | Segundo           | Tercero            |
| ---- | ------------------------------------------------------------------------------ | ----------------- | ------------------ |
| 1922 | Heiri Suter                                                                    | Félix Sellier     | Jean Hillarion     |
| 1923 | Émile Masson                                                                   | Henri Pélissier   | Jean Rossius       |
| 1924 | Costante Girardengo                                                            | Henri Pélissier   | Félix Sellier      |
| 1925 | Heiri Suter                                                                    | Romain Bellenger  | Adelin Benoît      |
| 1926 | Francis Pélissier                                                              | Kastor Notter     | Ferdinand Le Drogo |
| 1927 | Alléluia P. Magne, A. Magne, Gallottini, Moineau Devauchelle, Canet, Alancourt | J.B. Louvet       | Équipe de Reims    |
| 1928 | Julien Vervaecke                                                               | Nicolas Frantz    | Denis Verschueren  |
| 1929 | Alfred Hamerlinck                                                              | Jules Merviel     | Hector Martin      |
| 1930 | Georges Ronsse                                                                 | Joseph Demuysere  | Victor Fontan      |
| 1931 | Romain Gijssels                                                                | Alfred Hamerlinck | Georges Ronsse     |

## Palmarés por países
| País    | Victorias |
| ------- | --------- |
| Bélgica | 5         |
| Suiza   | 2         |
| Francia | 2         |
| Italia  | 1         |